# Dyspteris naiadaria
Dyspteris naiadaria là một loài bướm đêm trong họ Geometridae.